# Cong Yuzhen
Cong Yuzhen, född 22 januari 1963, är en friidrottare från Kina. Hon deltog vid olympiska sommarspelen 1988.